# Jade Cargill
Jade Cargill (Vero Beach, Florida, 3 de junio de 1992) es una luchadora profesional estadounidense. Ahora trabaja para la empresa WWE donde lucha en la marca SmackDown, actualmente es la Reina del Ring 2025. Es famosa por haber luchado para la compañía All Elite Wrestling (AEW) de 2020 a 2023. Ahí fue 1 vez y la campeona inaugural del Campeonato TBS de AEW; su reinado de 508 días es el más largo de todos los títulos de AEW.

## Primeros años
Cargill nació en Vero Beach, Florida. Asistió a Sebastian River High School y Vero Beach High School, ayudando a sus equipos a ganar dos campeonatos distritales de baloncesto. Cargill se graduó de la Universidad de Jacksonville con un título en ciencias sociales, donde jugó baloncesto, y fue nombrada para el primer equipo de pretemporada de Atlantic Sun en su último año. También tiene una maestría certificada en psicología infantil.

## Carrera

### Inicios (2019-2020)
En abril de 2019, Cargill asistió a una prueba en el WWE Performance Center. Posteriormente, comenzó a entrenar en la Academia WWA4 de AR Fox. Siguiendo el consejo de la leyenda de la lucha libre Mark Henry, a quien Cargill describió como su "mentor", fue a entrenar en la escuela Face 2 Face Wrestling de Heath Miller y Richard Borger. Luego se entrenó en Nightmare Factory de QT Marshall.

### All Elite Wrestling (2020-2023)
El 11 de noviembre de 2020, Cargill hizo su debut en la lucha libre profesional con All Elite Wrestling (AEW) en el episodio del Dynamite, interrumpiendo a Cody Rhodes y provocando la llegada de Shaquille O'Neal. Al día siguiente, el presidente y director ejecutivo de AEW, Tony Khan, anunció que Cargill había firmado un contrato de varios años con AEW. El 18 de noviembre de 2020, Cargill regresó a Dynamite y atacó a la esposa de Cody, Brandi Rhodes, en el backstage, envolviendo su brazo en una silla y pisándola, estableciéndose como heel. El 20 de noviembre de 2020, Cargill apareció en un episodio de la serie de podcasts Unrestricted de AEW, donde agradeció a Dustin Rhodes y al entrenador de Nightmare Factory QT Marshall por hacer posible su debut en AEW. Cargill también reveló que ahora también estaba recibiendo más entrenamiento con Dustin. Cargill y O'Neal se unieron para derrotar a Cody y Red Velvet el 3 de marzo de 2021 en Dynamite titulado The Crossroads, que marcó el primer combate de la carrera de lucha libre de Cargill.
El 17 de marzo de 2021 en Dynamite titulado St. Patrick's Day Slam, Cargill luchó en su primer combate individual, derrotando a Dani Jordyn.
A lo largo de la primera parte de 2022, en varios eventos de AEW, Jade continuaría su racha invicta y retendría su título contra numerosos oponentes, sobre todo The Bunny, Tay Conti, Willow Nightingale y Leila Grey. A mediados de abril, formó su propio establo llamado "The Baddies", que estaba formado por ella, Kiera Hogan y Red Velvet. El 29 de mayo en Double or Nothing, Stokely Hathaway se convirtió en su nuevo mánager y unas semanas más tarde, a fines de junio, Gray se convirtió en parte del grupo, reemplazando a Velvet lesionada. Casi al mismo tiempo, Cargill entró en su primera pelea con la debutante Athena. Los dos finalmente se enfrentaron en una pelea por el título en All Out el 4 de septiembre, donde Jade aplastó a Athena en una pelea que duró menos de cinco minutos. Después de defenderse de otros contendientes como Madison Rayne y Diamante, comenzó una pelea con Nyla Rose, quien le robó su cinturón de campeonato de TBS. La pelea entre los dos duró casi dos meses y culminó en Full Gear el 19 de noviembre, donde Cargill derrotó a Rose para retener su título.
El 5 de enero de 2023, Cargill alcanzó la marca de un año como la Campeona de TBS.  La semana siguiente, el 13 de enero, se convirtió en la campeona con el reinado más largo en la historia de AEW con 373 días, rompiendo el récord de 372 días de Hikaru Shida con el Campeonato Mundial Femenino de AEW. Mantendría el Campeonato de TBS hasta Double or Nothing el 28 de mayo de 2023. En el evento, venció a Taya Valkyrie en una defensa del título programada, antes de perder el título en un desafío abierto ante el regreso de Kris Statlander en menos de cincuenta segundos, terminando su reinado en 508 días y terminando la racha invicta de 60 combates de Cargill.
El 15 de septiembre en Rampage, Cargill perdió nuevamente ante Statlander en la revancha por el campeonato, siendo este su último combate dentro de AEW.

### WWE (2023-presente)
El 26 de septiembre del 2023, se dio a conocer por WWE mediante sus redes sociales que Jade había firmado un contrato de varios años con ellos. Durante las siguientes semanas, se presentaría en varios shows, como en Fastlane junto a Triple H, o el 10 de octubre en NXT junto a Shawn Micheals; llegando a tener careos con algunas luchadoras como Charlotte Flair y la Campeona Femenina de NXT Becky Lynch.
Finalmente, Cargill debutó oficialmente en Royal Rumble, en el Royal Rumble Match femenino, ingresando como la #28 y eliminando a Nia Jax, Becky Lynch y Naomi, para luego ser eliminada por Liv Morgan. Posteriormente, se insinuaba que estaba siendo presentada para Raw o SmackDown por parte de los GM de ambas marcas, siendo Nick Aldis quien obtendría su aceptación; por lo que el 29 de marzo en SmackDown, Cargill, firmaría oficialmente para dicha marca; y al finalizar la lucha entre Bianca Belair y Dakota Kai, apareció para defender a Belair y a Naomi del ataque de Damage CTRL. Tras esto, se pactó una lucha entre Bianca Belair, Naomi y Jade Cargill frente a Damage CTRL (Dakota Kai, Asuka y Kairi Sane) en WrestleMania XL.

## Vida personal
Cargill tiene una hija llamada Bailey con su pareja actual; el beisbolista Brandon Phillips. Cargill ha acreditado a la fallecida luchadora Chyna y al personaje de X-Men Storm como sus inspiraciones.
En marzo de 2023, Cargill y Phillips fueron anunciados como propietarios de Texas Smoke, la cuarta franquicia de Women's Professional Fastpitch (WPF), con sede en Austin.

## Campeonatos y logros
- WWE

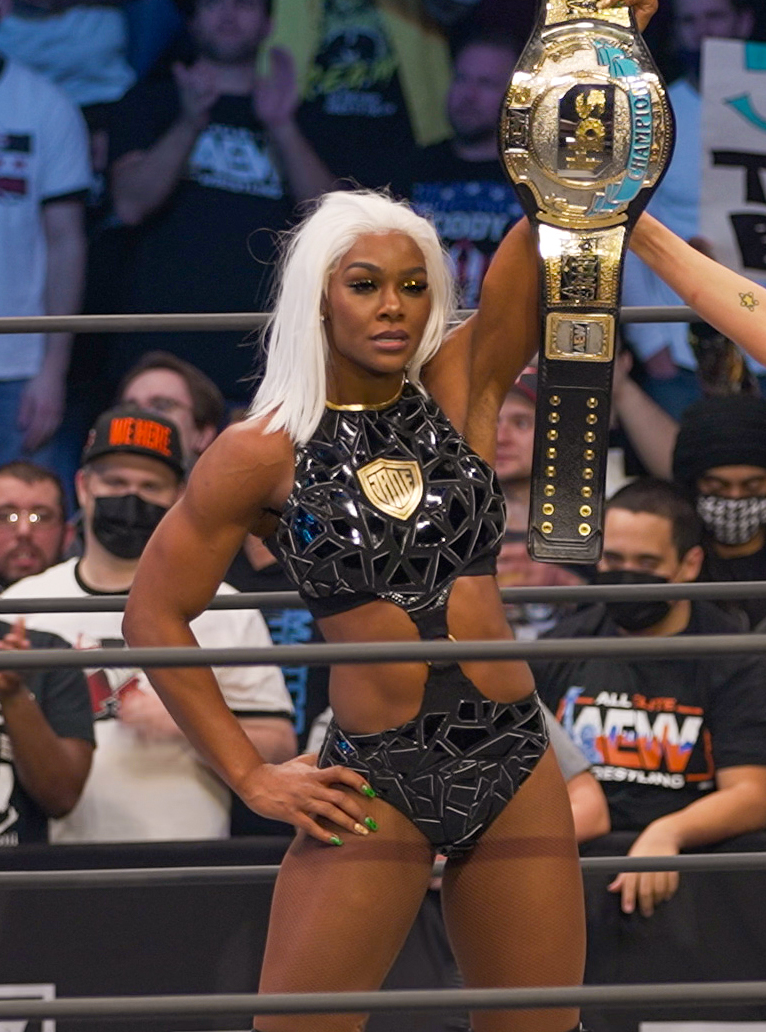
Cargill como la Campeona TBS de AEW, siendo la primera campeona y tener el reinado más largo de cualquier título de la empresa, con 508 días.

  - WWE Women's Tag Team Championship (2 veces) — con Bianca Belair.
  - Queen of the Ring (2025).
- All Elite Wrestling
  - AEW TBS Championship (1 vez, inaugural)
  - Dynamite Award (1 vez)
    - Breakout Star - Female (2022)

- Pro Wrestling Illustrated
  - Rookie del año (2021)
  - Situada en el N°50 en los PWI Female 150 de 2021
  - Situada en el Nº5 en el PWI Female 150 en 2022.[37]

- Wrestling Observer Newsletter
  - Rookie of the Year (2021)